# Diptilon hoffmannsi
Diptilon hoffmannsi är en fjärilsart som beskrevs av Rothschild 1911. Diptilon hoffmannsi ingår i släktet Diptilon och familjen björnspinnare. Inga underarter finns listade i Catalogue of Life.